# Campeonato Asiático de Atletismo de 2019 - Salto em altura feminino
A prova do salto em altura feminino do Campeonato Asiático de Atletismo de 2019 foi disputada no dia 23 de abril de 2019 no Estádio Internacional Khalifa em Doha, no Catar. 

## Recordes
Antes desta competição, os recordes mundiais e do campeonato nesta prova eram os seguintes:
|                       | Nome               | Nacionalidade | Altura  | Local  | Data                 |
| --------------------- | ------------------ | ------------- | ------- | ------ | -------------------- |
| Recorde mundial       | Stefka Kostadinova | Bulgária      | 2m 09cm | Roma   | 30 de agosto de 1987 |
| Recorde do campeonato | Tatyana Efimenko   | Quirguistão   | 1m 94cm | Amã    | 28 de julho de 2007  |
| Recorde asiático      | Marina Aitova      | Cazaquistão   | 1m 99cm | Atenas | 13 de julho de 2009  |

## Medalhistas
| Ouro                    | Prata                       | Bronze                  |
| Nadezhda Dusanova (UZB) | Nadezhda Dubovitskaya (KAZ) | Svetlana Radzivil (UZB) |

## Cronograma
Todos os horários são locais (UTC+3)
| Data        | Hora  | Evento |
| ----------- | ----- | ------ |
| 23 de abril | 18:35 | Final  |

## Resultado final
| Posição           | Atleta                | Nacionalidade | 1.60 | 1.70 | 1.75 | 1.80 | 1.83 | 1.86 | 1.88 | 1.90 | 1.94 | Resultado | Notas           |
| ----------------- | --------------------- | ------------- | ---- | ---- | ---- | ---- | ---- | ---- | ---- | ---- | ---- | --------- | --------------- |
| Medalha de ouro   | Nadezhda Dusanova     | Uzbequistão   | –    | –    | o    | o    | o    | xo   | o    | o    | xxx  | 1.90      |                 |
| Medalha de prata  | Nadezhda Dubovitskaya | Cazaquistão   | –    | o    | o    | o    | o    | o    | xo   | xxx  |      | 1.88      | Recorde pessoal |
| Medalha de bronze | Svetlana Radzivil     | Uzbequistão   | –    | –    | o    | xo   | xo   | xo   | xxo  | xxx  |      | 1.88      |                 |
| 4                 | Lu Jiawen             | China         | –    | o    | xo   | o    | xxx  |      |      |      |      | 1.80      |                 |
| 5                 | Shieriai Tsuda        | Japão         | o    | o    | o    | xxx  |      |      |      |      |      | 1.75      |                 |
| 5                 | Wang Yang             | China         | –    | o    | o    | xxx  |      |      |      |      |      | 1.75      |                 |
| 5                 | Yeung Man Wai         | Hong Kong     | –    | o    | o    | xxx  |      |      |      |      |      | 1.75      |                 |
| 8                 | Tsai Ching-jung       | Taipé Chinesa | –    | o    | xxo  | xxx  |      |      |      |      |      | 1.75      |                 |
| 9                 | Haruka Nakano         | Japão         | o    | xo   | xxo  | r    |      |      |      |      |      | 1.75      |                 |
| 10                | Michelle Suat Li      | Singapura     | –    | o    | xxx  |      |      |      |      |      |      | 1.70      |                 |

Legenda
| Recorde mundial       | Recorde mundial (World record)               |                       | Recorde africano                      | Recorde africano (African) |                                           | Q | Classificado por posição (Qualified) |
| Recorde do campeonato | Recorde do campeonato (Championship record)  | Recorde da América    | Recorde da América (Americas)         | q                          | Classificado por melhor tempo (Qualified) |   |                                      |
| Melhor marca do ano   | Melhor marca do ano (World leading)          | Recorde asiático      | Recorde asiático (Asian)              | DNS                        | Não largou (Did not start)                |   |                                      |
| Recorde nacional      | Recorde nacional (National record)           | Recorde europeu       | Recorde europeu (European)            | DNF                        | Não terminou (Did not finish)             |   |                                      |
| Recorde pessoal       | Recorde pessoal do atleta (Personal best)    | Recorde da Oceania    | Recorde da Oceania (Oceania)          | DSQ / DQ                   | Desclassificado (Disqualified)            |   |                                      |
| Recorde da temporada  | Recorde da temporada do atleta (Season best) | Recorde sul-americano | Recorde sul-americano (South America) | NM                         | Sem marca (No mark)                       |   |                                      |